# كونزية صغيرة الأوراق
كونزية صغيرة الأوراق (الاسم العلمي:Kunzea parvifolia) هي نوع من النباتات تتبع جنس الكونزية من فصيلة الآسية. تم وصف هذا النوع من النبات علمياً لأول مرة من قبل يوهانس كونراد شاور سنة 1844.